# Caroline Lennox, 1. Baroness Holland

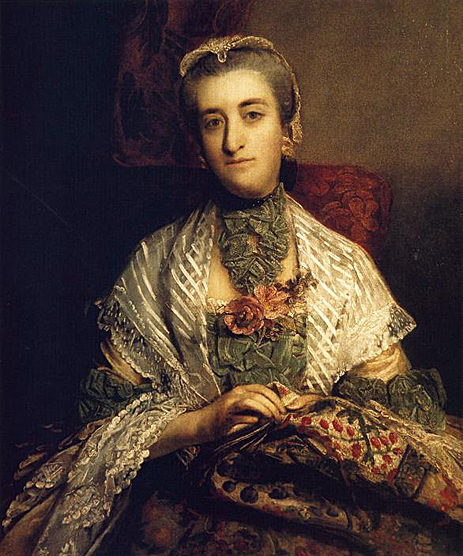
Caroline Lennox, 1. Baroness Holland (porträtiert von Joshua Reynolds, 1757–1758)

Georgiana Caroline Lennox, 1. Baroness Holland (* 27. März 1723 in Richmond House in Whitehall; † 24. Juli 1774 in Holland House, Kensington, London) war eine britische Adlige.

## Herkunft
Carolines Großvater, Charles Lennox, 1. Duke of Richmond, wurde 1672 als jüngster von den vielen illegitimen Söhnen König Karls II. geboren. Seine Mutter, Carolines Urgroßmutter, war Louise de Kérouaille (1648–1734), die als junge Frau im Alter von 20 Jahren mit Höflingen und Diplomaten König Ludwigs XIV. nach England gesandt worden war, welche die Unterhandlungen zu dem später so geheimen und berüchtigten Vertrag von Dover führten. Louise verdrängte Karls regierende Mätresse, Barbara Villiers, und wurde von Karl II. zur Duchess of Portsmouth ernannt. Ludwig XIV. seinerseits anerkannte ihre Verdienste für sein Land, indem er ihr die Ländereien der Stuarts in Frankreich übereignete. Zusammen mit dem Grund und Boden erhielt sie zwei Schlösser, Aubigny und La Verrerie. Zur Erholung weilte Louise gelegentlich auf Aubigny, und Caroline besuchte ihre Urgroßmutter dort in den späten 1720ern.

## Leben

### Frühere Jahre
Lady Caroline wurde 1723 in Richmond House in Whitehall als erstes von den sieben Kindern von Charles Lennox, 2. Duke of Richmond (1701–1750), und seiner Frau Lady Sarah (1706–1751), Tochter von William Cadogan, geboren. Nach Carolines Geburt 1723 kam Emily 1731. Charles, der schließlich der dritte Duke werden sollte, wurde 1735 geboren. George, in Huldigung an den König so genannt, erblickte 1737 das Licht der Welt, dann folgten Louisa 1743, Sarah 1745 und Cecilia 1750.
Während ihrer Kindheit wurde Caroline unaufhörlich von Ort zu Ort geschleppt, gerade so wie der Hof umzog, sich die Hofgesellschaft auflöste und wieder neu formierte. Wenn der König sich im Londoner St James’s Palace aufhielt, konnte die Lennox-Familie die Bequemlichkeit von Richmond House, etwa eine Meile entfernt, genießen. Begab sich der König jedoch nach Kensington, Hampton Court oder Windsor, musste die gesamte Lennox-Familie folgen. Carolines Mutter gehörte zum Hofstaat der Königin, wo sie Aufgaben erfüllte. Sie erteilte Aufträge für Mahlzeiten und Garderobe, schickte Dienstboten nach Büchern, Karten, Drucken, Handarbeitsbeuteln oder anderem Zeitvertreib und ließ nach einer Liste die Besucher zu. Ihr Vater verrichtete ähnliche Dienste für den König, 1735 wurde ihm der Titel des königlichen Oberhofstallmeister verliehen.
Die Lennox-Kinder waren nahezu zweisprachig und lasen Englisch so mühelos wie Französisch. In Carolines Bibliothek und in denen ihrer Schwestern hielten sich englische und französische Bücher die Waage. Sie las gern, liebte Geschichten und entwickelte schon als Kind eine Vorliebe für die römische Historie, die sie ihr Leben lang beibehielt. Von ihren Eltern übernahm sie deren klare Vorstellungen von Rechtschaffenheit, Pflicht und Loyalität der Familie gegenüber und fürchtete sich ständig, dass sie deren Erwartungen von gutem Benehmen nicht entsprach. Trotz alledem war sie ein selbstbewusstes und gut entwickeltes Mädchen, mit sicherem Auftreten in der Gesellschaft und geübt in der Kunst der höflichen Konversation. Da Caroline ihre frühe Kindheit ohne Gefährten in der Kinderstube verbrachte, war sie der Mittelpunkt der Familie; geradezu verschwenderisch wurde sie mit Aufmerksamkeit überhäuft, sowohl von beiden Eltern als auch von der betagten Louise de Kéroualle.

### Henry Fox
Um das Jahr 1742, als sie neunzehn Jahre alt war, als Schönheit galt und von ihren Eltern dazu bestimmt wurde, eine gute Partie zu machen, lernte Caroline Henry Fox kennen und verliebte sich innig und leidenschaftlich in ihn. Zu diesem Zeitpunkt war Henry Fox 37 Jahre alt, ein ehrgeiziges und befähigtes Parlamentsmitglied, das von der Politik besessen war und im Besonderen die heiklen Angelegenheiten des House of Commons in die Hand nahm. Er war äußerst belesen, schrieb Verse und besaß eine Gabe für Freundschaften und zur Häuslichkeit. Sogar sein Ruf als Atheist, als Spieler und Schürzenjäger (zwei illegitime Kinder, die in den frühen 1740er Jahren geboren wurden) machten ihn unwiderstehlich für sie. Caroline und Fox bewegten sich in den gleichen Zirkeln. Auf gesellschaftlicher Ebene, wenn nicht gar vertraulich, waren sie einander in den 1730er Jahren in Goodwood begegnet und bei vielen anderen Gelegenheiten seither in den Salons von Whitehall und im Theater.

### Heirat
Am 2. Mai 1744 wurden Lady Caroline und Henry Fox heimlich und in aller Stille ohne Aufsehen im Londoner Haus seines verschwiegenen Freundes, des Satirikers und Diplomaten Sir Charles Hanbury Williams getraut. Hanbury Williams und Charles Spencer, 3. Duke of Marlborough, ein alter Busenfreund von Fox aus den Tagen seiner Freundschaft mit Lord Hervey, waren die einzigen Trauzeugen. Aus der gemeinsamen Ehe gingen vier Söhne, Stephen, Harry, Charles James und Henry George, hervor.
Anfänglich waren Henry und Caroline als gemeinsame Verschwörer sehr aufeinander angewiesen. Sie konnte ihre Familie nicht mehr besuchen und fühlte sich von ihren Eltern verraten; seine Eltern waren verstorben, und sein Bruder Stephen hatte sich in seiner ländlichen Idylle vergraben, aus der er selten auftauchte. Caroline war es untersagt, sich mit ihrer Schwester Emily zu treffen, auf die sie sich in den berauschenden Tagen ihrer jungen Liebe gestützt hatte, und sie besaß nur wenige Freunde außerhalb der Familie. Ihr Vater weigerte sich, auch nur einen seiner Bekannten zu empfangen, der etwa seiner Tochter Besuche abstattete. 

### Affäre
Mitte der 1750er Jahre kursierten Gerüchte, dass Lady Caroline eine Liaison mit dem späteren britischen König Georg III. habe. Die Vaterschaft ihres jüngsten Sohnes wurde auch angezweifelt.
1762 wurde sie zur Baroness Holland, of Holland in the County of Lincoln, erhoben. Im Folgejahr wurde ihrem Mann der eigenständige Titel Baron Holland, of Foxley in the County of Wiltshire. Beide Titel ging nach ihrem Tod auf den ältesten Sohn über.